# Epiteto omerico
L'epiteto omerico è un complemento della maggior parte dei nomi propri nei poemi dell'antica Grecia, in particolare nei poemi omerici, l'Iliade e l'Odissea. 

## Forme
L'epiteto più semplice e frequente è l'aggettivo «divino» (in greco antico: δῖος?, dîos), applicabile senza distinzione a tutti gli eroi epici. Alcuni epiteti, infatti, potevano essere applicati a molte persone: Diomede (ad esempio Il., VI, 12) e Menelao (ad esempio Od., XV, 14) vengono definiti «dal potente grido di guerra» (in greco antico: βοὴν ἀγαθός?, boèn agathós). Altri sono invece personalizzati: solo Zeus è definito «portatore di egida» (in greco antico: αἰγίοχος?, aighíochos), solo Achille è detto «piede leggero» (in greco antico: πόδας ὠκύς?, pódas okýs) e solo Atena  «occhi azzurri» (in greco antico: γλαυκῶπις?, glaukôpis). Ulisse e Priamo vengono definiti «dal grande cuore» (in greco antico: μεγαλήτωρ?, megalétor), ma solo Ulisse è qualificato come uomo dai «mille inganni» (in greco antico: πολυμήτις?, polymétis), «ingegnoso» (in greco antico: πολυμήχανος?, polyméchanos), «resistente» (in greco antico: πολύτλας?, polýtlas), «dai mille viaggi» (in greco antico: πολύτροπος?, polýtropos) o «saccheggiatore di città» (in greco antico: πτολίπορθος?, ptolíporthos). L'epiteto può indicare anche l'ascendenza dell'eroe: «figlio di Peleo» (in greco antico: Πηληϊάδης?, Peleiádes) per Achille, «figlio di Atreo» (in greco antico: Ἀτρείδης?, Atréides) per Agamennone o Menelao, «figlio di Laerte» (in greco antico: Λαερτιάδης?, Laertiádes) per Ulisse. Alcuni epiteti sono divenuti luoghi comuni, come l'«Aurora dalle dita di rosa» (in greco antico: ῥοδοδάκτυλος Ἠώς?, rododáktylos Éos).

## Funzioni
L'epiteto omerico non ha solo la funzione di caratterizzare l'eroe, ma fornisce all'aedo porzioni di verso già pronte, in modo da poter così comporre il poema a misura del suo canto. Così, «il resistente divino Ulisse» (in greco antico: πολύτλας δῖος Ὀδυσσεύς?) è un emistichio pronto per essere combinato con un mezzo verso inventato o anche con un altro emistichio pronto, in modo da comporre l'esametro dattilico in greco antico: ὣς φάτο, γήθησεν δὲ / πολύτλας δῖος Ὀδυσσεύς? («A queste parole, fu colmato di gioia / il resistente divino Ulisse», Od., XIII, 250). Milman Parry, nella sua tesi contenuta nell’Épithète traditionnelle dans Homère. Essai sur un problème de style homérique (1928), fu il primo a mostrare il ruolo dell'epiteto omerico nella meccanica dello "stile formulare". Questa ricerca, che evidenzia l'esistenza di un sistema di aggettivi in Omero, è all'origine della teoria dell'oralità.